# Lymnas vidali
Lymnas vidali är en fjärilsart som beskrevs av Paul Dognin 1891. Lymnas vidali ingår i släktet Lymnas och familjen Riodinidae. Inga underarter finns listade i Catalogue of Life.